# Juneda
Juneda – gmina w Hiszpanii, w prowincji Lleida, w Katalonii, o powierzchni 47,1 km². W 2011 roku gmina liczyła 3490 mieszkańców.